# CD-ROM XA
CD-ROM XA (ang. Compact Disc – Read Only Memory eXtended Architecture – „rozszerzona architektura CD-ROM”) – rozwinięcie standardu CD-ROM definiującym sposób zapisu danych multimedialnych (obraz, dźwięk, wideo, animacja) na nośnikach optycznych. Dane te są przeplatane przy zapisie, aby umożliwić ich jednoczesne odtwarzanie i zmniejszyć czas dostępu.
Standard ten został opracowany przez firmy Philips, Sony i Microsoft i zatwierdzony w maju 1991 roku
w tzw. Żółtej Księdze.